# Johnstonebridge
 (septembre 2023).
Johnstonebridge est un village situé dans le Dumfries and Galloway, en Écosse.